# نظریه تحول قدرت
نظریهٔ تحول قدرت یا نظریهٔ انتقال قدرت (انگلیسی: Power transition theory) یک نظریه در باب قدرت در روابط بین‌الملل و ماهیت دوار جنگ است که توسط آبرامو ارگانسکی در سال ۱۹۵۸ ارائه شد. در این نظریه وی برداشتی سلسله مراتبی از قدرت و کارگزاران ارائه می‌دهد و قدرت را اصولاً قابل تحول می‌داند. از جمله بهترین منابع در این زمینه کتاب جنگ و تغییر در سیاست جهان از رابرت گیلپین است که ترجمه فارسی آن در ایران منتشر شده‌است.

## ساختار بین‌المللی
سیستم بین‌المللی مانند هرمی است که سلسله مراتبی از کارگزاران قدرت در آن شکل گرفته‌است. کشورهای راس هرم پر قدرت و کشورهایی که به قاعده هرم نزدیک تر باشند کم قدرت ترند. درین نظریه علاوه بر قدرت رضایت نیز مورد توجه قرار می‌گیرد؛ بنابراین ساختار کشورها عبارت است از:
- کشورهای قوی و راضی
- کشورهای قوی و ناراضی
- کشورهای ضعیف و راضی
- کشورهای ضعیف و ناراضی

به گفته ارگانسکی بین قدرت و رضایت پیوند مستقیم وجود دارد؛ به این معنا که قدرتمندترین دولت‌ها همیشه راضی هستند و قدرت خود را برای پایدار ساختن سیستم به کار می‌برند، در حالی که دولت‌های ضعیف اغلب از ناراضیان هستند و به طرف دولت‌های چالشگر و مبارز تمایل نشان می‌دهند.

## جنگ و صلح
نظم سیستم زمانی حفظ می‌شود که دولت‌های راضی و قدرتمند نسبت به دولت‌های چالشگر دارای قدرت برتری باشند و جنگ زمانی رخ می‌دهد دولت‌های چالشگر خود را با موازنه با دولت رهبر (هژمونیک) برسانند.
از نظر ارگانسکی نتیجه رفتار بسیاری دولت‌ها موازنه قوا نخواهد بود. موجودی به نام دولت موازنه دهنده وجود ندارد و حاصل موازنه قوا نیز صلح نیست، بلکه کاهش فاصله بین قدرت دولت‌ها خطر جنگ را افزایش می‌دهد.

## تحول قدرت
مراحل تحول قدرت از نظر ارگانسکی عبارتند از:
- قدرت بالقوه: درین مرحله بنیان‌های قدرت مد نظر است.
- رشد قدرت: درین مرحله قدرت بالقوه به قدرت بالفعل تبدیل می‌شود و رقابت قدرت شکل می‌گیرد.
- بلوغ قدرت
- زوال قدرت: ساختی سلسله مراتبی را ایجاد می‌کند. البته باید این مرحله را برای قدرتهایی در نظر گرفت که وارد مرحله دوم شده باشند.

## نمونه‌های تاریخی

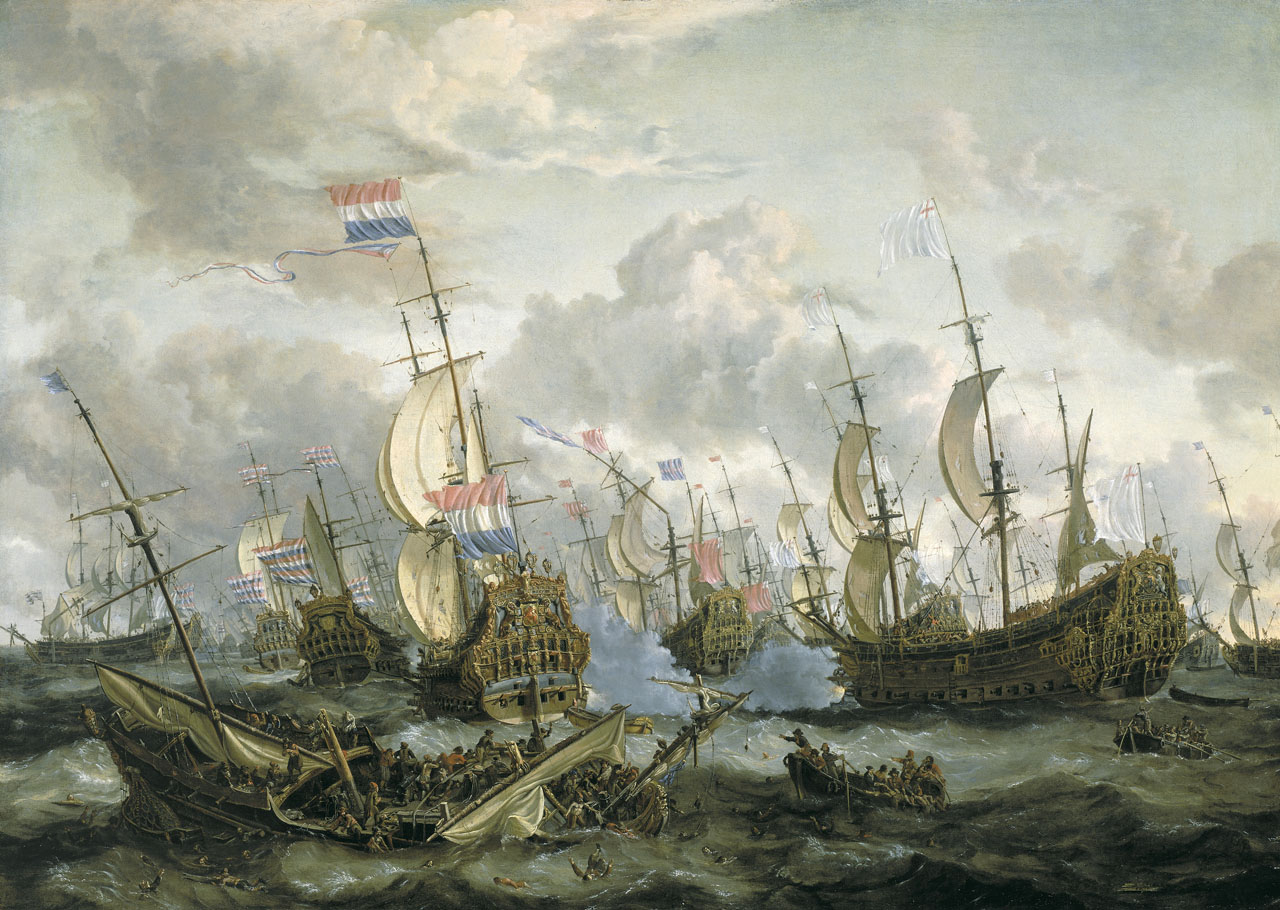
جنگ انگلستان و هلند در ژوئن ۱۶۶۶ که پایان هژمونی هلند در اروپا بود.